# Eugeniusz Smoliński
Eugeniusz Smoliński ps. Kazimierz Staniszewski (ur. 8 lipca 1905 w Warszawie, zm. 9 kwietnia 1949 tamże) – członek Armii Krajowej, ofiara stalinizmu w powojennej Polsce.

## Młodość
Eugeniusz Smoliński był synem Juliana, ślusarza pracującego na kolei, i Julianny z Szadkowskich. W siódmym roku życia zamieszkał w rodzinnym domu w Ożarowie. W 1924 r. ukończył gimnazjum publiczne w Warszawie i rozpoczął studia chemiczne na Uniwersytecie Warszawskim. Rok później przeniósł się na Wydział Chemiczny Politechniki Warszawskiej. W 1931 r. obronił pracę dyplomową dotyczącą materiałów wybuchowych i uzyskał dyplom inżyniera chemika.
Przed wojną pracował w Państwowej Wytwórni Prochu w Pionkach koło Radomia, jako szef stacji doświadczalnej prochów bezdymnych, a od 1 maja 1937 jako kierownik laboratorium centralnego. Był ponadto szefem ochrony PWP w Pionkach. Podlegał wówczas II Departamentowi M.S. Wojsk.

## Okupacja niemiecka
Po wybuch wojny ewakuował się do Tarnopola, a potem przeniósł się do Radomia, gdzie pracował w fabryce kawy zbożowej i marmolady. W 1941 r. wyjechał do rodziców do Ożarowa i latem 1941 r. ożenił się z dentystką Pelagią Arciszewską. Od 1942 r. włączył się w działalność konspiracyjną AK w Warszawie jako ekspert od materiałów wybuchowych. Początkowo był referentem materiałów wybuchowych, a następnie – pod pseudonimem „Kazimierz Staniszewski” – kierownikiem wytwórni materiałów wybuchowych przy ul. Polnej 16 w Warszawie, w oddziale produkcji konspiracyjnej Sztabu Komendy Głównej Armii Krajowej. Bezpośrednio przed wybuchem powstania warszawskiego wycofał się z konspiracji. Do zakończenia wojny pracował jako technik w firmie budowlanej.

## Okres powojenny
W lutym 1945 r. stawił się u ministra Hilarego Minca. Został mianowany pełnomocnikiem rządu do spraw uruchomienia państwowej wytwórni prochu w Łęgnowie koło Bydgoszczy, na bazie wybudowanej przez Niemców w czasie okupacji największej pod względem powierzchni fabryki zbrojeniowej koncernu Dynamit Nobel AG w hitlerowskich Niemczech DAG Fabrik Bromberg. Mimo że po dwu miesiącach Smoliński został mianowany tymczasowym dyrektorem naczelnym, faktycznym "gospodarzem" była Armia Czerwona, która prowadziła systematyczny rabunek poniemieckiego mienia zakładu. Do jesieni 1945 Rosjanie zdemontowali urządzenia, wywożąc je na wschód. Resztę maszyn zniszczono, wysadzając w powietrze. 31 sierpnia Smoliński przejął oficjalnie od Sowietów kompletnie zdewastowany zakład. Protokół zdawczo-odbiorczy był bardzo pobieżny, co później wykorzystano w czasie procesu sądowego przeciwko Smolińskiemu.
Po przejęciu zakładu Smoliński zobowiązał się wobec władz do uruchomienia produkcji trotylu w zakładzie do końca listopada 1946 r., co w warunkach powojennych okazało się zupełnie nierealne. Z powodu wielu problemów zapowiadane uruchomienie produkcji w Łęgnowie było coraz bardziej odsuwane w czasie. To spowodowało, że latem 1947 r. sprawą zainteresował się Urząd Bezpieczeństwa, który rozpoczął inwigilację pracowników zakładu i na początku sierpnia 1947 r. zatrzymał pierwsze osoby.
13 sierpnia 1947 został aresztowany pod fałszywym zarzutem sabotażu; stwierdzono, że w okresie od września 1945 do dnia 14 sierpnia 1947 r. jako dyrektor naczelny Państwowej Wytwórni Prochów w Łęgnowie pow. Bydgoszcz dopuścił się aktów sabotażu utrudniając i uniemożliwiając prawidłowe działanie tejże fabryki. Po aresztowaniu Smoliński został przekazany do dyspozycji Komisji Specjalnej do Walki z Nadużyciami i Szkodnictwem Gospodarczym, a potem – decyzją prokuratora – Urzędowi Bezpieczeństwa. W czasie śledztwa początkowo przebywał w areszcie Powiatowego Urzędu Bezpieczeństwa Publicznego w Bydgoszczy, potem kolejno przerzucano go do więzień w Koronowie, w Bydgoszczy przy Wałach Jagiellońskich, a nawet przez kilka miesięcy na Rakowiecką w Warszawie.

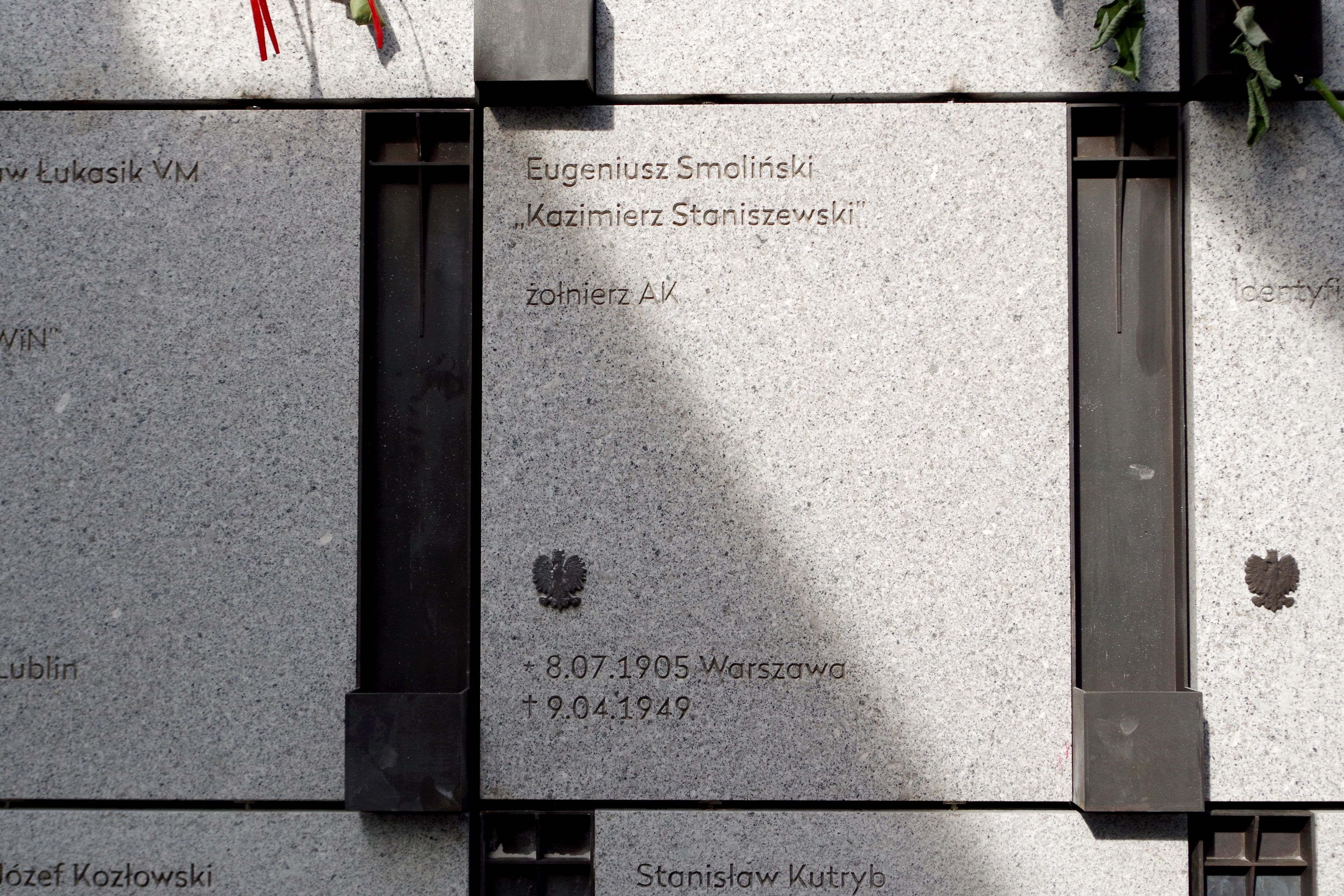
Grób Eugeniusza Smolińskiego ps. „Kazimierz Staniszewski” w Panteonie – Mauzoleum Wyklętych-Niezłomnych na Cmentarzu Wojskowym na Powązkach w Warszawie

Po trwającym ponad rok śledztwie Smoliński wraz z grupą najbliższych pracowników stanął przed Wojskowym Sądem Rejonowym w Bydgoszczy. W sfingowanym procesie pokazowym został 13 października 1948 r. skazany na karę śmierci. Prezes Najwyższego Sądu Wojskowego dr Władysław Garnowski uznał, że na łaskę nie zasługuje. Z prośbą o ułaskawienie wystąpiła najbliższa rodzina skazanego: żona Pelagia i ojciec Julian Smoliński oraz prof. Tadeusz Urbański, dziekan Wydziału Chemicznego Politechniki Warszawskiej. Pisał m.in.: O ile mi wiadomo, na pierwszy zew radiowy PKWN stawił się do pracy i dzięki tym wysiłkom uratował poniemiecką recepturę produkcji materiałów wybuchowych dużej wartości, udostępniając ją przemysłowi państwa polskiego. Tytuł moralny do niniejszej prośby daje mi głębokie przekonanie, że inżyniera Smolińskiego można zresocjalizować bez sięgania do kary eksterminacji i że mógłby on być jeszcze jednostką społecznie pożyteczną. Bolesław Bierut z prawa łaski nie skorzystał (decyzja z 19 marca 1949).
Eugeniusz Smoliński stracony został 9 kwietnia 1949 r. w więzieniu mokotowskim przy ul. Rakowieckiej w Warszawie. Jego zwłoki zostały przez organa bezpieczeństwa publicznego potajemnie pogrzebane na tzw. "Łączce" na Cmentarzu Wojskowym na Powązkach. Rodziny nigdy nie powiadomiono ani o wykonanym wyroku, ani o miejscu pochówku. Jego żona przez wiele lat łudziła się, że może żyje on gdzieś na Syberii i wróci do Polski. W podobny sposób przedstawiono to dzieciom.

## Identyfikacja szczątków Eugeniusza Smolińskiego
Latem 2012 roku Instytut Pamięci Narodowej zlecił przeprowadzenie ekshumacji ciał osób zamordowanych w czasach stalinowskich i pochowanych na tak zwanej "Łączce" na Powązkach, w czasie której odnaleziono szczątki 198 osób. Następnie przeprowadzono ich identyfikację poprzez porównanie kodów DNA z materiałem pobranym od członków rodzin. Eugeniusz Smoliński był jedną z trzech pierwszych zidentyfikowanych przez zespół Polskiej Bazy Genetycznej Ofiar Totalitaryzmów pod kierunkiem dr. Andrzeja Ossowskiego ofiar UB (obok Edmunda Bukowskiego i Stanisława Łukasika).
27 września 2015 na Wojskowych Powązkach odsłonięto panteon-mauzoleum, w którym złożono szczątki kilkudziesięciu ofiar stalinowskiej bezpieki, wśród których znalazły się szczątki Eugeniusza Smolińskiego.
Jego córkami są Elżbieta Smolińska-Bellen i Ewa Smolińska-Szwocer.